# FK Jelgava
El FK Jelgava és un club de futbol letó de la ciutat de Jelgava. Disputa els seus partits al Zemgales Olimpiskais Sporta Centrs.

## Història
El club va néixer l'any 2004 amb la fusió dels clubs FK Viola i RAF Jelgava, i des d'aleshores jugà a segona divisió, fins al 2009 en que ascendí a primera. L'any 2010 guanyà per primer cop la copa letona.

## Palmarès
- Copa letona de futbol: 
  - 2009-10, 2013-14, 2014-15, 2015-16